# O Olho e a Faca
O Olho e a Faca é um filme brasileiro do gênero drama de 2019. Dirigido por Paulo Sacramento, que também assume o roteiro junto com Eduardo Benaim, o filme conta com Rodrigo Lombardi, Maria Luísa Mendonça, Caco Ciocler e Débora Nascimento nos papéis principais.

## Sinopse
Roberto (Rodrigo Lombardi) é funcionário de uma plataforma de petróleo onde fez muitas amizades. Certo dia, uma inesperada promoção desestabiliza suas relações profissionais entre seus colegas de trabalho ao mesmo tempo que ele passa por crises em sua vida pessoal.

## Elenco
| Ator/Atriz           | Personagem     |
| Rodrigo Lombardi     | Roberto Araújo |
| Maria Luísa Mendonça | Cris           |
| Caco Ciocler         | Zé Carlos      |
| Roberto Birindelli   | Vagner         |
| Luís Melo            | Dutra          |
| Débora Nascimento    | Camila         |
| Ester Góes           | Eulália        |
| Vinicius Zinn        | Deco           |
| Lourinelson Vladmir  | Luisão         |
| Roberto Audio        | Silas          |
| Genézio de Barros    | Dr. Antunes    |
| Simone Iliescu       | Juju           |

## Produção
O filme é produzido pelos estúdios Gullane Filmes, TC Filmes e Olhos de Cão em uma coprodução com a HBO Latin America. Conta com distribuição nacioanal pela Califórnia Filmes.
As filmagens do filme ocorreram em São Paulo e Rio de Janeiro, mas mais da metade do longa foi rodado em uma plataforma de petróleo em alto mar.

## Lançamento
O Olho e a Faca foi exibido inicialmente Mostra Internacional de Cinema e no Festival do Rio nas edições de 2018. Foi lançado comercialmente no Brasil pela California Filmes em 27 de junho de 2019.

## Recepção
Marcelo Müller, do Papo de Cinema, escreveu: "O Olho e a Faca perde potência quando em terra, ao focar distúrbios familiares comezinhos. [...] É no registro das interações, e de tudo o que as intermedia em boa medida, que o conjunto deixa expostas suas principais fragilidades, conceituais e de mera execução."
Vinícius Volcof, do Cinema com Rapadura, disse: "História conduzida pelo talentoso Paulo Sacramento nos leva por uma jornada metafórica entre o mar e a terra para falar de solidão e pertencimento."
André Miranda, do O Globo, escreveu: "Essas várias situações vão adicionando camadas de tragédia para o protagonista, porém de um jeito pouco fluido. A trajetória de Roberto aponta para direções diferentes antes que se compreenda onde o filme pretende chegar."